# Gustave Lino
Pour les articles homonymes, voir Lino.
Gustave Lino est un peintre français né à Mulhouse le 27 octobre 1893 et décédé à Alger le 28 août 1961.

## Biographie
Il embarque pour Alger à l'âge de 19 ans en 1912. Il expose avec sont amis Roméo Charles Aglietti en 1914 chez Herero  tailleur à Alger.   mais sera "incarcéré civil" en 1914 en Corse à Ajaccio, étant de nationalité allemande et Mulhouse faisant partie de l'Empire allemand depuis 1871. Il passera la Première Guerre mondiale dans l'Île de Beauté et il y réalisera avec de nombreuses toiles, les décorations historiques de l'hôtel Solferino d'Ajaccio et les décorations religieuses du château de Malaspena-Massa à Belgodère.
Dès décembre 1918, il rentre à Alger où il est l'élève de Georges-Antoine Rochegrosse. Il exposera au salon des artistes français dès 1926 et à la galerie Danton, rue La Boétie en 1927. Il est installé à demeure à Alger puis à Bou-Saada. Il parcourt le nord et le Grand Sud Algérien (Laghouat, Touggourt, El Oued entre autres...). Après la Seconde Guerre mondiale, il voyagera également à l'étranger : Espagne (Tolède), Maroc et Tunisie (Sidi Bou Said et Bizerte), Italie avec surtout Venise.
Peintre du groupe dit des "Peintres de la Réalité Poétique" (avec Jean Cavaillès, Legueult, Planson, Maurice Brianchon), ami intime d'Albert Marquet (Marcelle Marquet dira de lui qu'« il réussissait les Marquet mieux que Marquet lui-même »). Également élogieux, Albert Camus dira de Gustave Lino (lors du Salon des artistes algériens de 1934) : « Ses marines, si l'on y sent l'influence de Marquet, n'en sont pas moins de véritables réussites, sensibles, fraiches et d'une seule venue ». Tout cela dans le respect de cette mouvance artistique qui, comme l'écrit E. Cazenave : « à un orientalisme rêvé les Artistes d'Algérie opposent un orientalisme vécu ». Sa palette est particulièrement colorée, souvent linéaire, avec une prédilection pour les bleus, prenant pour motif toutes les villes et villages visités.
Mais sa créativité ne se limite pas aux paysages, c'est aussi un portraitiste accompli et son talent le fera peu à peu évoluer de l'expressionnisme à une peinture de plus en plus contemporaine dont le modernisme se révèle sur la fin de sa vie au travers de ses « Compositions ». Il s'inscrit alors dans la peinture algéroise contemporaine d'après-guerre avec : Sauveur Galliero, Jean Simian, René-Jean Clot, Pierre Pruvost, Jack Chambrin, Jean-Pierre Blanche, Pierre Clément, etc.
Devenu membre éminent de l'école d'Alger, il expose à la Galerie de l'Institut - rue de Seine à Paris en 1957, à la suite de laquelle la Ville de Paris lui achète une toile, Intérieur, qui sera exposée au Palais du Luxembourg. Il obtiendra à titre posthume le dernier Grand Prix Artistique de l'Algérie en 1962.l Union Artistique d Afrique du Nord .